# Chevrolet Biscayne
La Chevrolet Biscayne était une berline de milieu de gamme à vocation économique de la série des Chevrolet full-size, apparue en 1958 en remplacement de la Chevrolet 210.
Son nom est issu d'un concept car présenté au Motorama de 1955 sous la forme d'une berline quatre portes sans montants (hardtop) sans calandre apparente mais avec des yeux de grenouilles dans le style de l'Austin Healey qui apparaîtra en 1958. L'arrière annonçait quant à lui celui de la future Chevrolet Corvair.

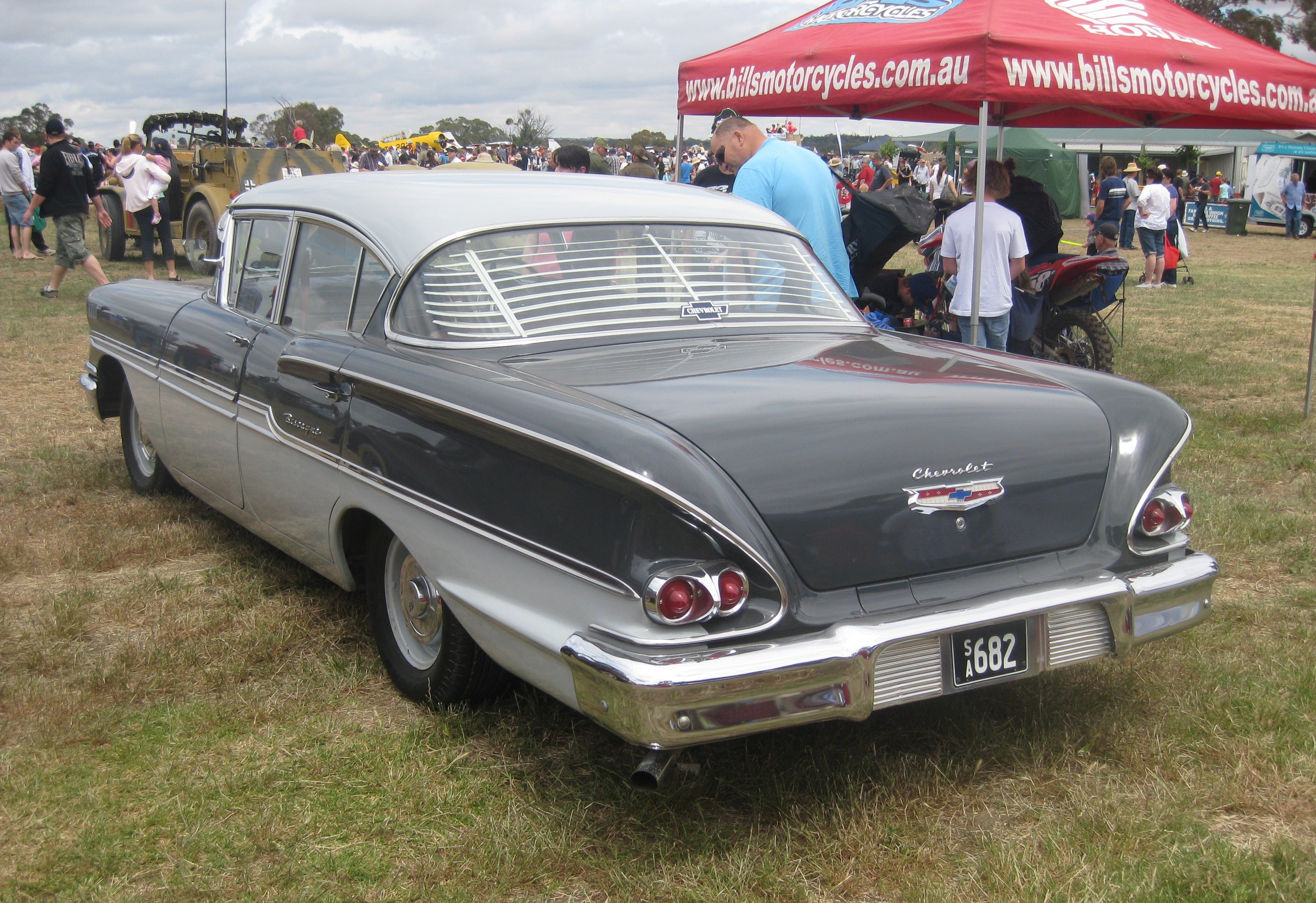
1958 Chevrolet Biscayne 4 Door Sedan (arrière)

Elle fut disponible sur plusieurs générations en berlines deux portes (jusqu'en 1969) et quatre portes avec montants, ainsi qu'en break deux et quatre portes jusqu'à l'arrêt de sa production en 1972.
Les premières Biscayne étaient majoritairement choisies avec le moteur six cylindres Blue Flame (3,9 L puis 3,8 L et 4,1 L), avant que le moteur V8 (4,6 L et jusqu'à 7,0 L) ne devienne la norme au début des années 1970. De par leur positionnement, elles n'avaient pas accès à certains équipements de confort, comme les vitres électriques réservées aux plus chic versions Impala et Bel Air. Les clients pouvaient malgré tout choisir d'équiper leur véhicule de packs performance et notamment des V8 Big block (ces modèles étaient surnommées Bisquick). Cela dit ces versions restèrent plutôt rares, la grande majorité des Biscayne étant des modèles assez simples, voir dépouillés à l'image de la série Biscayne Fleetmaster proposée entre 1960 et 1961 dont la plupart des chromes avaient été supprimés.

## Aperçu
Les Biscayne ont été produites principalement pour le marché de la flotte, mais elles étaient également disponibles pour le grand public - en particulier pour ceux qui voulaient un transport économique et sans fioritures avec la commodité, l'espace et la puissance d'une automobile full-size. Alors que la plupart des Biscayne étaient vendus avec un moteur six cylindres jusqu'à la fin des années 1960, le moteur V8 est devenu le groupe motopropulseur le plus populaire au début des années 1970. Un total de 76.800 Biscayne étaient équipées de moteurs V8 contre 16.700 modèles à moteurs six cylindres des années 1970, 1971 et 1972. Distribution des moteurs de la Biscayne (V8/Six cylindres en ligne) 23 100/12 300 (1970); 34 700/2 900 (1971); et 19 000/1 500 (1972), soit une Biscayne avec moteur six cylindres pour 4,5 voitures à moteur V8 produites (Gunnell). La Biscayne était généralement construite comme une berline à deux ou quatre portes, bien qu'un break à quatre portes était disponible entre 1962 et 1968 (et encore après 1973 au Canada seulement). Avant et après cette période, un équivalent break de la Biscayne à bas prix était disponible en tant que Chevrolet Brookwood. La berline à deux portes a été abandonnée après 1969 et, par conséquent, de 1970 à 1972, le seul modèle Biscayne disponible était une berline à quatre portes. En 1958, la Delray était moins cher que la Biscayne mais a été abandonné l'année suivante.
De nombreuses options de confort de luxe disponibles sur les modèles Chevrolet full-size plus chers, comme les vitres électriques, n'étaient pas disponibles sur la Biscayne. Cependant, les clients pouvaient acheter une Biscayne avec l'un des moteurs V8 gros bloc à haut rendement et des transmissions axées sur les performances de Chevrolet, y compris la transmission manuelle à quatre vitesses au plancher avec levier Hurst et transmission finale à faible rapport. Les volumes de production des voitures construites d'origine de cette façon étaient très faibles, et sont aujourd'hui très recherchés par les collectionneurs. Notamment, Baldwin Chevrolet de Long Island, New York, est devenu célèbre pour avoir offert le «Street Racer Special», un coupé Biscayne de 1968 avec un V8 haute performance de 427 pouces cubes monté par le concessionnaire et des composants de suspension robustes, transformant la Biscayne en une sérieuse voiture de drag. La Biscayne avec des équipements performants était souvent surnommée "Bisquick" par les passionnés.
Comme les Bel Air légèrement haut de gamme, les Biscayne sont facilement identifiables par l'utilisation de deux feux arrière par côté; les seules exceptions à cette règle ont été en 1959 et 1972. Les Impala plus chers (et plus tard Caprice) ont trois feux arrière par côté. La Biscayne était largement dépourvu de garniture extérieure en chrome et était normalement équipé de petits enjoliveurs, bien que plusieurs pièces de garniture extérieure et enjoliveurs améliorés soient disponibles à un coût supplémentaire. Les garnitures intérieures étaient spartiates, avec des tissus de qualité inférieure et des garnitures d'ameublement en vinyle ou tout vinyle, un volant standard avec bouton central et des tapis de sol en caoutchouc. De légères améliorations ont été apportées tout au long de la vie de la série - par exemple, les modèles de 1964 étaient livrés en standard avec des volants de luxe avec des anneaux de klaxon, une moquette profonde et des sièges avant rembourrés de mousse.

## Première génération (1958)
Lors de son introduction pour l'année modèle 1958, la Biscayne était disponible en version berline à deux ou quatre portes. En 1958, il y avait aussi la Chevrolet Delray encore moins cher, mais cela a été interrompu pour 1959. En 1959, la voiture a été repensée et reposait désormais sur un empattement de 3,8 cm plus long. En 1959, l'Utility Sedan à deux portes est apparue, une version sans siège arrière et conçue comme un véhicule de livraison. Il y avait une Delray Utility Sedan 2 portes offerte en 1958, qui a remplacé une plate-forme pour la zone assise arrière. Ceci a été décrit, mais pas illustré, dans la brochure du concessionnaire.

## Deuxième génération (1959-1960)

### Biscayne Fleetmaster
En 1960, une version à bas prix et à garniture éparse de la Biscayne appelée Fleetmaster a été produite. Destiné principalement au marché de la flotte, la Fleetmaster incluait un rembourrage de qualité inférieure à la Biscayne standard et supprimait les articles de commodité de routine tels qu'un allume-cigare, des accoudoirs de porte et un pare-soleil côté passager. De plus, de nombreuses pièces ont été peintes plutôt que chromées. Des berlines à deux et quatre portes étaient disponibles.

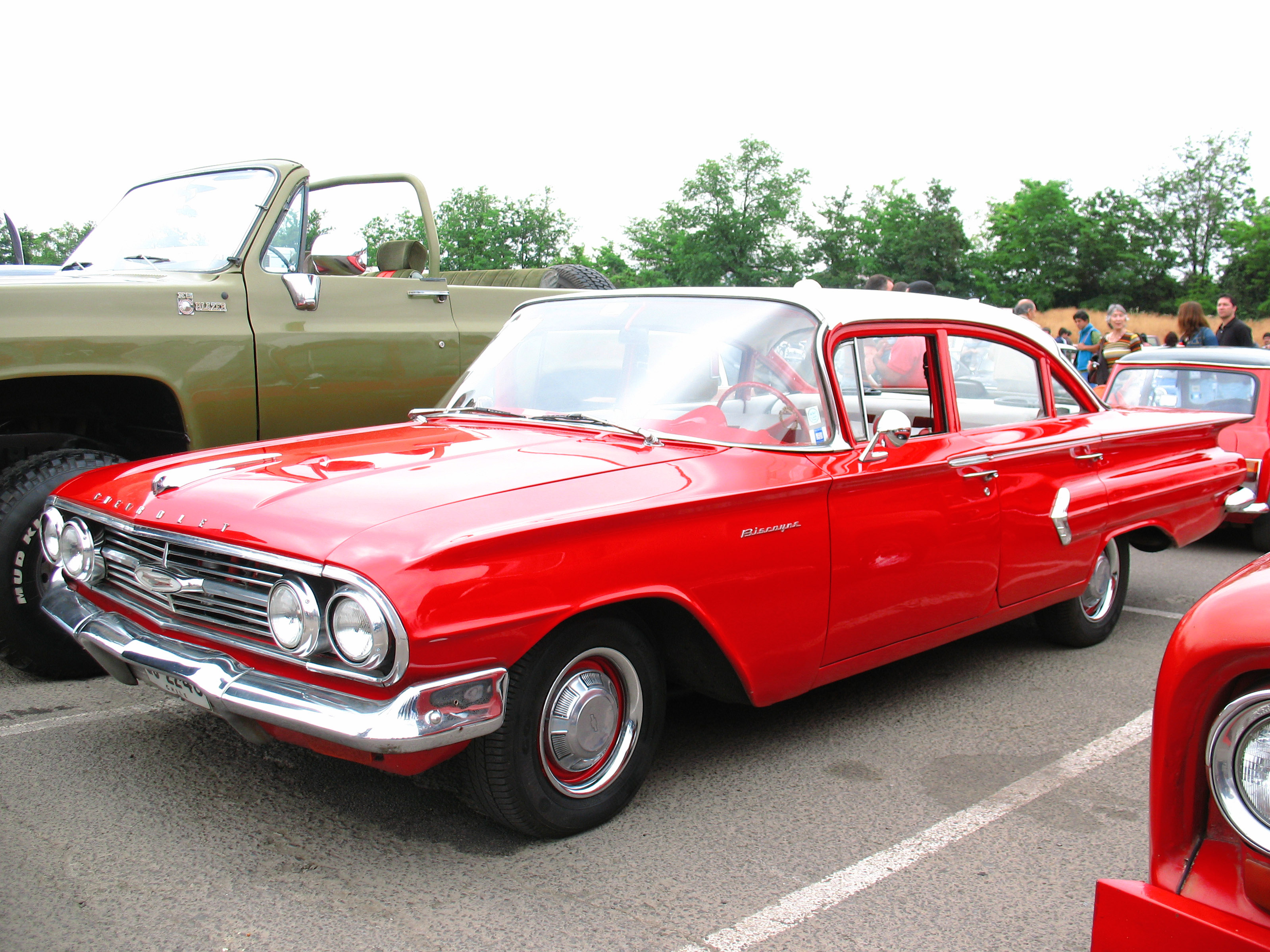
Biscayne berline 4 portes de 1960

Un certain nombre d'options économiques étaient disponibles en exclusivité sur le modèle Fleetmaster, bien que les moteurs et les transmissions axés sur les performances soient également disponibles (pour les applications de police ou les clients axés sur les performances qui souhaitaient la voiture la plus légère possible). La Fleetmaster a été abandonné après 1961.

## Troisième génération (1961-1964)

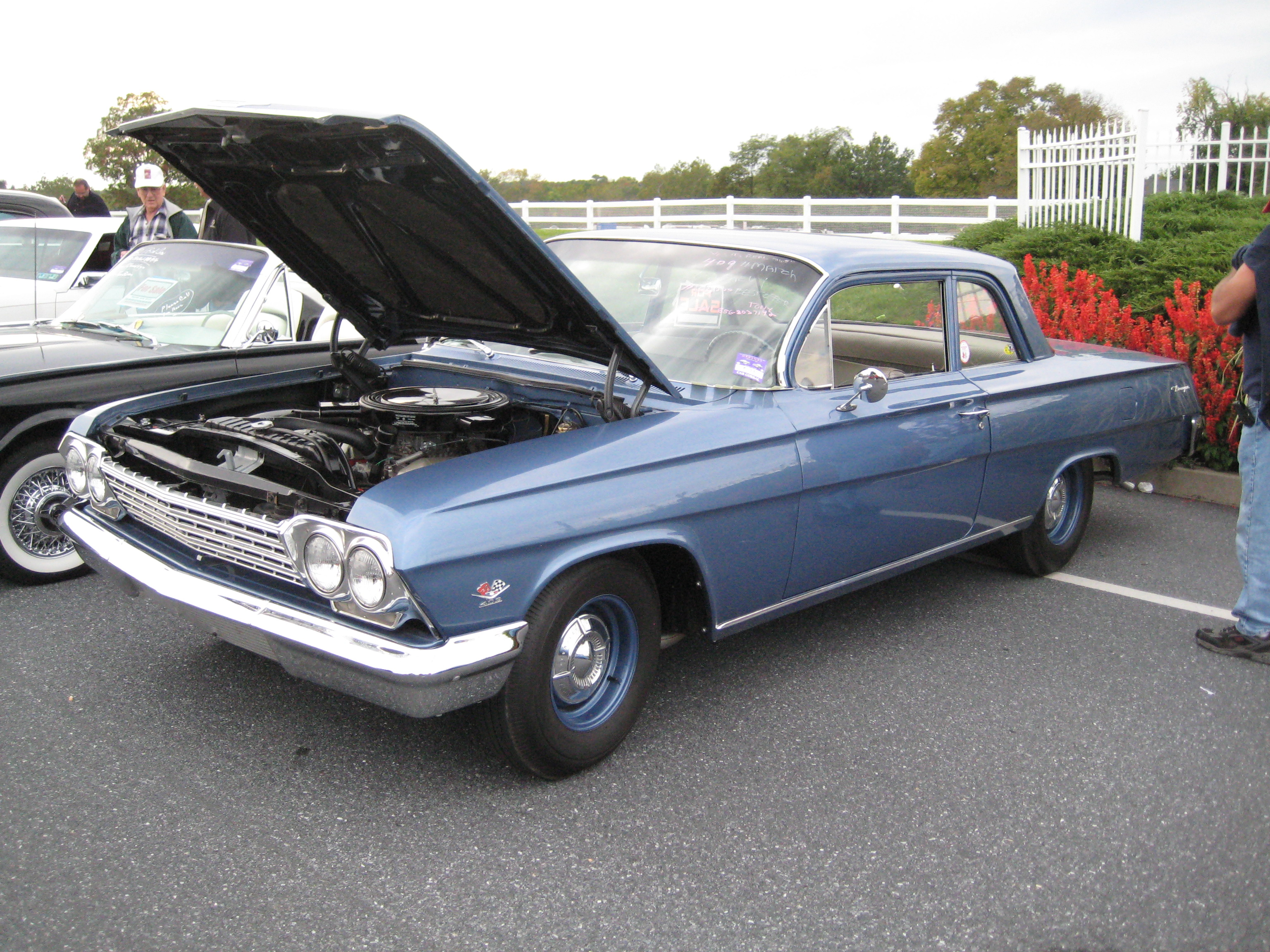
Chevrolet Biscayne berline 2 portes de 1962

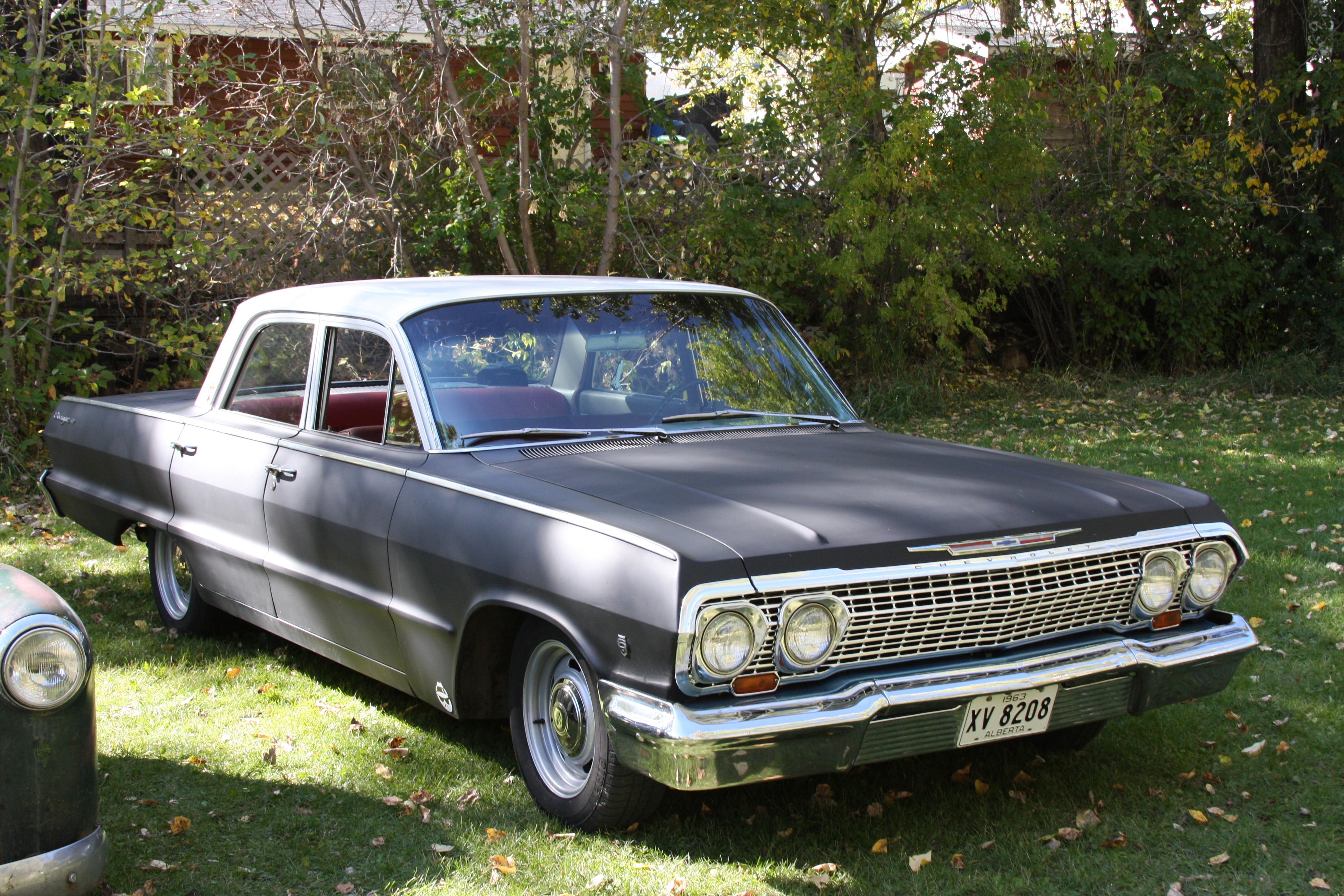
Chevrolet Biscayne berline 4 portes de 1963

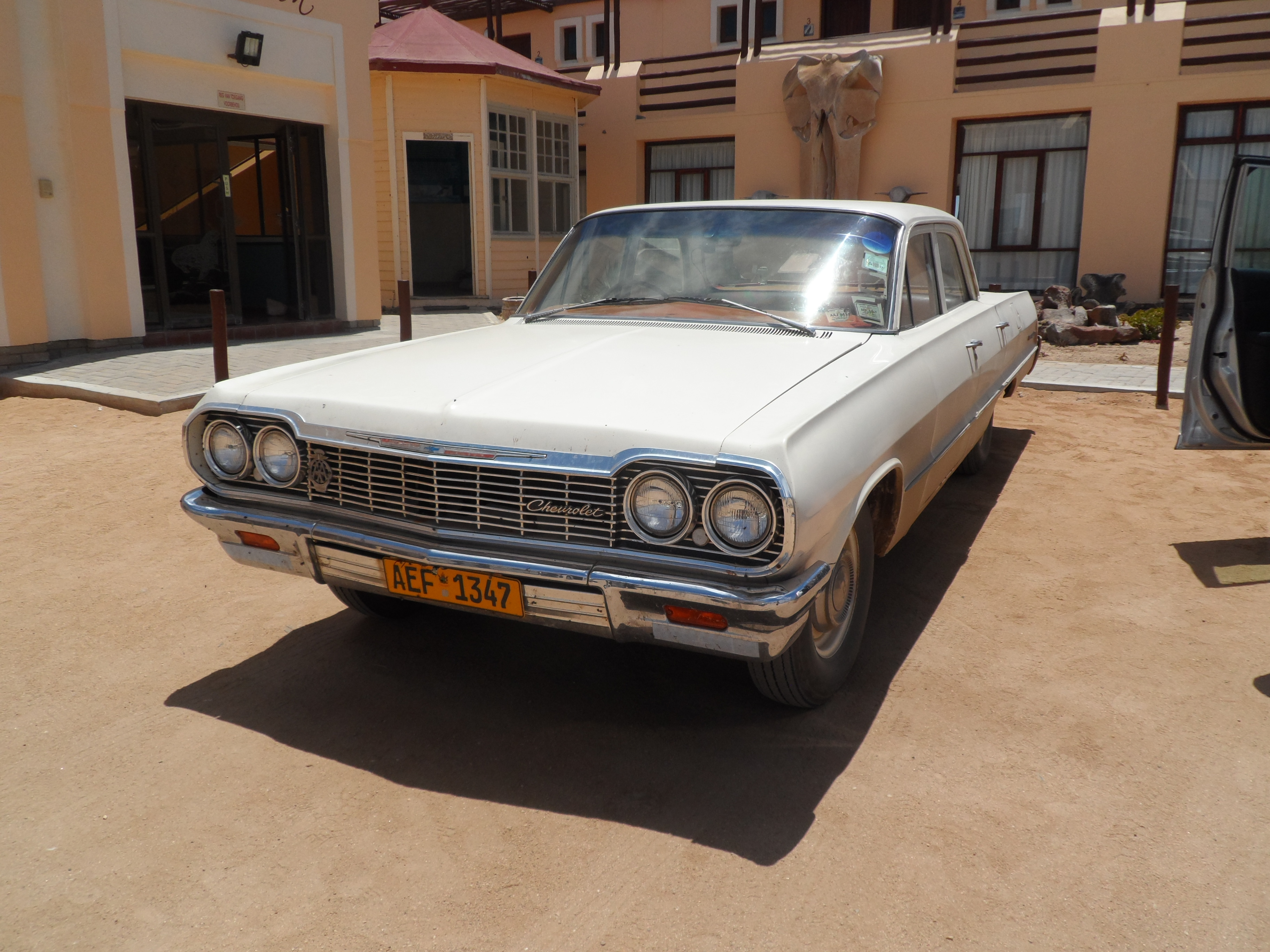
Chevrolet Biscayne berline 4 portes de 1964

La Biscayne a subi un changement complet de modèle pour l'année modèle 1961. La Fleetmaster dépouillé et la Utility Sedan à trois places étaient encore disponibles pour 1961 mais vendus en très petit nombre. Les numéros de série étaient 1100 et 1200 (Biscayne à six et huit cylindres), les 1300 et 1400 étant utilisés pour la Fleetmaster à six et huit cylindres. Pour 1963, la troisième génération de six cylindres en ligne à course courte a remplacé la précédente "Stovebolt" 235, ce qui signifie un poids plus faible et un léger gain de puissance.
En 1962, une version break à quatre portes est apparue, remplaçant l'ancien modèle Brookwood. Comme d'habitude, la gamme complète des options de moteur et de transmission full-size de GM était disponible pour la Biscayne à bas prix. Un très petit nombre des tout nouveaux V8 409 à haute puissance (dont seulement 142 ont été construits en 1961) ont même trouvé leur chemin dans la sous-série Biscayne Fleetmaster, avec l'intention directe d'être utilisé pour les courses de dragsters.

## Quatrième génération (1965-1970)
La toute nouvelle Biscayne de 1965 était encore plus grande et offrait une gamme encore plus large de moteurs, y compris un nouveau six cylindres en ligne 250. Pour l'année modèle 1967, le plus petit 230 a été abandonné. Pour 1966, le meilleur moteur est devenu le nouveau V8 Big-Block 427, disponible dans une version haute puissance et à haut régime de 425 ch (317 kW) avec des poussoirs solides. Bien que non disponible pour les grandes Chevrolet en 1967, il est revenu en 1968 pour deux autres années modèle. Après 1968, le break Biscayne a été abandonné, vendu désormais sous le nom de Brookwood. La direction assistée et les freins assistés ont été standardisés pour l'année modèle 1970.

## Cinquième génération (1971-1975)
La transmission Turbo Hydra-Matic a été standardisée sur toutes les voitures commandées avec un moteur V8 démarrant à mi-chemin de l'année modèle 1971. La production de la Biscayne pour le marché américain a pris fin en 1972; elle n'était pas annoncée cette année-là dans la brochure de Chevrolet, mais était disponible pour les acheteurs des flottes. Cependant, le nom Biscayne était encore utilisé au Canada tout au long de l'année modèle 1975, avec un moteur V8 de 350 pouces cubes et une transmission automatique Turbo Hydra-Matic de série pour 1974. Le modèle break avait été vendu sous le nom de Brookwood, mais pour 1973, le break Biscayne n'a fait son retour que sur le marché canadien. Comme ses camarades, la Biscayne de 1975 a reçu un nouveau tableau de bord, une radio et des graphiques de contrôle climatique (y compris un compteur de vitesse de 100 mph (160 km/h) avec des équivalents en kilomètres) et la disponibilité de deux nouvelles options: un ensemble Econominder comprenant un témoin de température et un témoin qui surveille la consommation de carburant, en fonction des habitudes de conduite réelles du conducteur et des essuie-glaces intermittents.
Les breaks de quatrième génération comportaient une conception à clapet commercialisée sous le nom de hayon Glide-away, également appelé hayon «disparaissant» car une fois ouvert, le hayon était complètement hors de vue. Sur la conception à clapet, la vitre arrière à commande électrique se glissée dans le toit et le hayon inférieur (avec commande manuelle ou électrique en option), complètement abaissé sous le plancher de chargement. Le hayon inférieur manuel était contrebalancé par une tige de torsion similaire aux barres de torsion utilisées pour maintenir un couvercle de coffre ouvert, nécessitant une poussée de 35 lb pour abaisser complètement la porte. Élever la porte manuelle nécessité une traction de 5 lb via une poignée intégrée au bord supérieur de la porte rétractable. Le fonctionnement électrique de la vitre supérieure et du hayon inférieur est devenu un équipement standard dans les années modèle ultérieures. Les breaks comportaient une troisième rangée de sièges orientés vers l'avant en option accessible par les portes latérales arrière et un siège de deuxième rangée rabattable - et pouvaient accueillir une feuille de contreplaqué avec les sièges arrière rabattus. La conception à clapet ne nécessitait aucune empreinte ou zone opérationnelle accrue pour s'ouvrir, permettant à un utilisateur l'ouverture de la cargaison sans entraver le coffre - par exemple, dans un garage fermé.

## Chiffres de production 1958-1972
- 1958 : 100 000 exemplaires
- 1962 : 166 000 exemplaires
- 1964 : 173 900 exemplaires
- 1965 : 145 300 exemplaires
- 1966 : 122 400 exemplaires
- 1967 : 92 800 exemplaires
- 1971 : 22 309 exemplaires
- 1972 : 20 538 exemplaires

### Chiffres de production de la Chevrolet Biscayne par millésime et par version en 1967 et 1968
| Millésime    | 1967      | 1968      |
| Biscayne 6 L | 54 200    | 44 500    |
| Biscayne V8  | 38 600    | 37 600    |
| Bel Air 6 L  | 41 500    | 28 800    |
| Bel Air V8   | 138 200   | 123 400   |
| Impala 6 L   | 19 200    | 11 400    |
| Impala V8    | 630 400   | 699 500   |
| Caprice V8   | 124 500   | 115 500   |
| SW           | 155 100   | 175 600   |
| TOTAL        | 1 201 700 | 1 236 300 |

En total, 2 438 000 Biscayne / Bel Air / Impala / Caprice ’67 – ‘68 ont été commercialisés. La Chevrolet Biscayne termina sa carrière au Canada de 1972 à 1975.

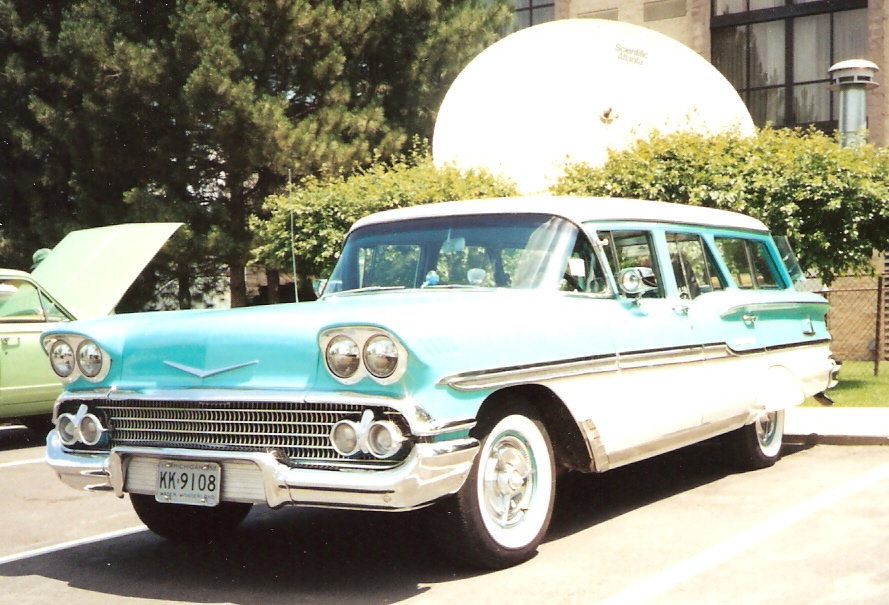
1958 Chevrolet Brookwood

La Chevrolet Brookwood était un break produit par la marque Chevrolet entre 1958 et 1961 puis de 1969 à 1972 et dérivé de la berline Biscayne. Proposée exclusivement en quatre portes dans sa première année de commercialisation, en six ou neuf places, elle devint également disponible en deux portes à partir de 1959 à la suite de l'arrêt de production de la Chevrolet Yeoman.
C'est sur la base de cette dernière que fut créée la Chevrolet El Camino la même année.
La production continuât entre 1962 et 1968, mais Chevrolet décidât durant cette période de supprimer les appellations spécifiques aux break.

## Chiffres de production 1962-1967
- 1962 : 187 600 exemplaires
- 1965 : 184 400 exemplaires
- 1966 : 185 500 exemplaires
- 1967 : 152 100 exemplaires